# ブタレン
ブタレン(Butalene)は、2つの融合したシクロブタジエン環からなる多環炭化水素である。デュワーベンゼンからの脱離反応での合成の可能性が報告されている。これ自体の構造は、内部に架橋を持ったベンゼンと見ることができ、計算によると、架橋の結合が壊れている原子価異性体である開環のp-ベンザインビラジカルよりも若干不安定である。

## 構造と結合

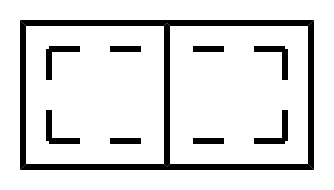
共鳴は、中心よりも周囲で大きい

ab initioの計算では、ブタレンは6π電子の平面を維持した平面構造を取り、芳香族性を持つことが示される。そのため、最も重要なπ結合の相互作用は、架橋結合に沿った環をまたぐ共鳴ではなく、ベンゼンに似た6原子構造周辺での共役系である。どちらか一方の四員環周辺での強い共鳴は、シクロブタジエン自体で見られる不安定な反芳香族性となる。